# Thompson-géppisztoly
A Thompson amerikai géppisztolyt John T. Thompson fejlesztette ki 1919-ben, hírnévre pedig az alkoholtilalom idején tett szert. Ebben az időben gyakori látvány volt a médiában a rendőrök és a bűnözők kezében egyaránt. A Thompsont sokféle becenévvel illették: „Tommy Gun”, „Trench Broom”, „Trench Sweeper”, „Chicago Typewriter”, „Chicago Piano”, „Chicago Style”, „Chicago Organ Grinder”, és „The Chopper”.
A Thompson közkedvelt volt mind a katonák, rendőrök, bűnözők és a civilek körében is jó ergonómiája, kompaktsága, nagy .45 ACP lőszere, megbízhatósága és magas tűzgyorsasága miatt. Azóta a gyűjtők körében is fontos darab történelmi jelentősége miatt.

## Történet és szolgálat

### Fejlesztés

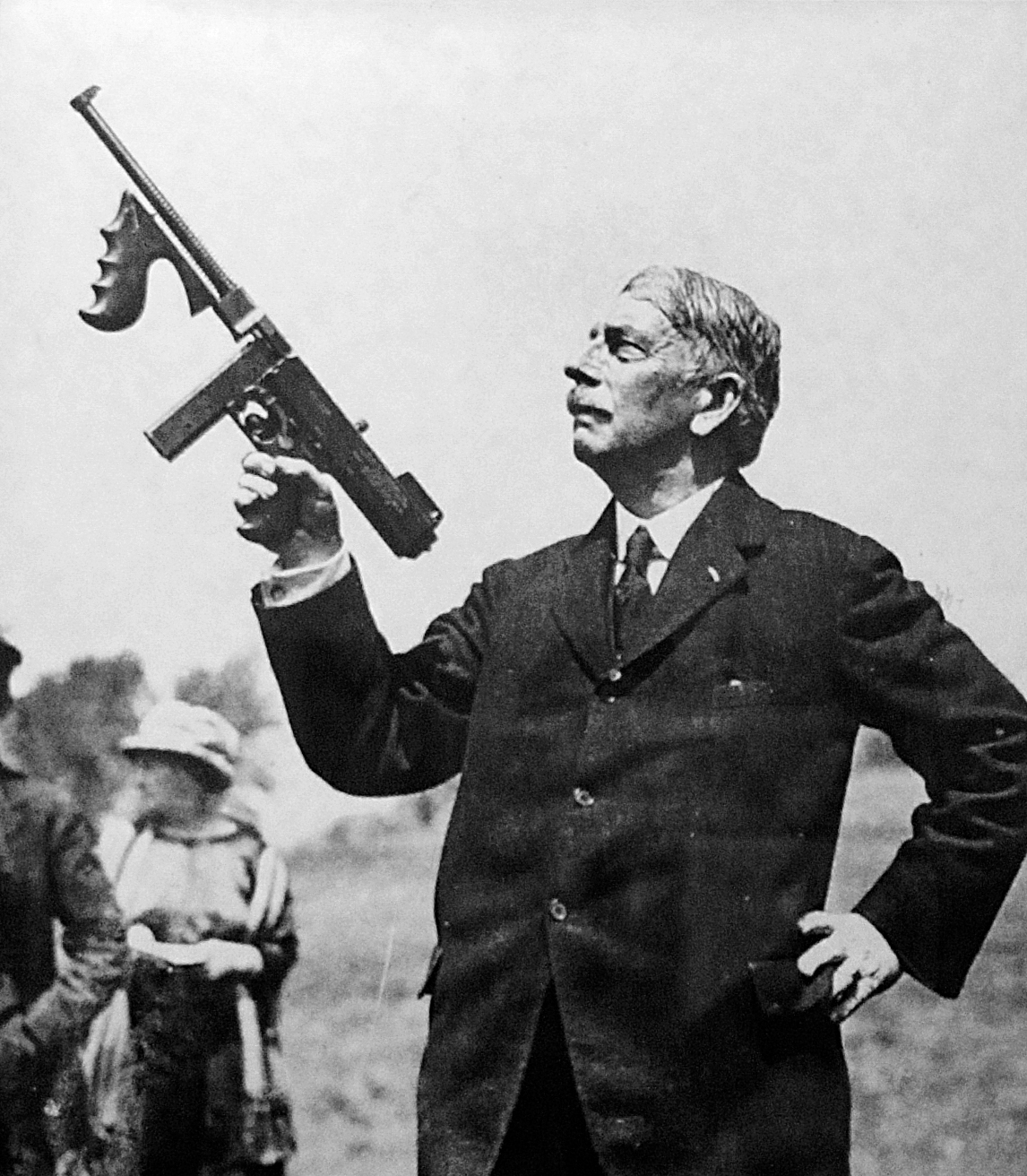
John T. Thompson tábornok, kezében egy M1921 típusú Thompson-géppisztoly

A Thompson-géppisztolyt John T. Thompson tábornok fejlesztette ki, aki eredetileg egy automata puskát (öntöltő puskát) álmodott meg, hogy leválthassa vele a hadrendben lévő forgó-tolózáras puskákat. Míg a módját kereste annak, hogy biztonságosan működtethessen egy fegyvert a gázüzemű mechanizmus komplexitása nélkül, Thompson összefutott egy szabadalommal, melyet John Bell Blish nyújtott be 1915-ben. Thompson Thomas F. Ryan személyében talált magának anyagi támogatót, majd 1916-ban kezdte fejleszteni auto puskáját az Auto-Ordnance Company-nál. Munkáját elsősorban a Kentuckyban lévő Newportban végezte. A főtervezők Theodore H. Eickhoff, Oscar V. Payne és George E. Goll voltak. Az 1917-es év végére rátaláltak a Blish-elv korlátaira: zárt závárzat helyett inkább egyfajta késleltetett hátrasiklással működött. Az amerikai hadseregben rendszeresített lőszertípusok közül csak a .45 ACP-t találták alkalmasnak. Ezután Thompson egy egyemberes, kézben tartható géppuskát álmodott meg a .45 ACP kaliberben, amelyet, mint egy lövészárok-seprűt lehetne használni a folyamatban lévő lövészárok-hadviselés során. Payne tervezte meg magát a fegyvert, és annak szekrény- és csigatárait. A projektet ezután az „Annihilator I” névvel illették, majd 1918-ra a legtöbb tervezési problémát megoldották. Habár a háború véget ért, mielőtt az első prototípusokat Európába szállíthatták volna.
Egy 1919-es Auto-Ordnance találkozónál megbeszélésre került az „Annihilator” marketingje, mivel a háború véget ért, a fegyvert hivatalosan a Thompson-géppisztoly névvel látták el. Habár más fegyvereket valamivel hamarabb kifejlesztettek hasonló céllal és működési elvvel, a Thompson volt az első, melyet a „géppisztoly” megnevezéssel láttak el és árultak. Thompson a fegyvert egy amolyan „lövészárok-tisztítónak” szánta, amellyel kiseperhetik az ellenséget a lövészárkokból, betöltve a Browning Automatic Rifle (BAR) szerepét, amely erre a célra alkalmatlannak bizonyult. Ezt a koncepciót a sturmtruppen taktika keretében már a német katonák kifejlesztették saját Bergmann MP18-as géppisztolyukkal, amely a világ első géppisztolya volt.

### Korai használat

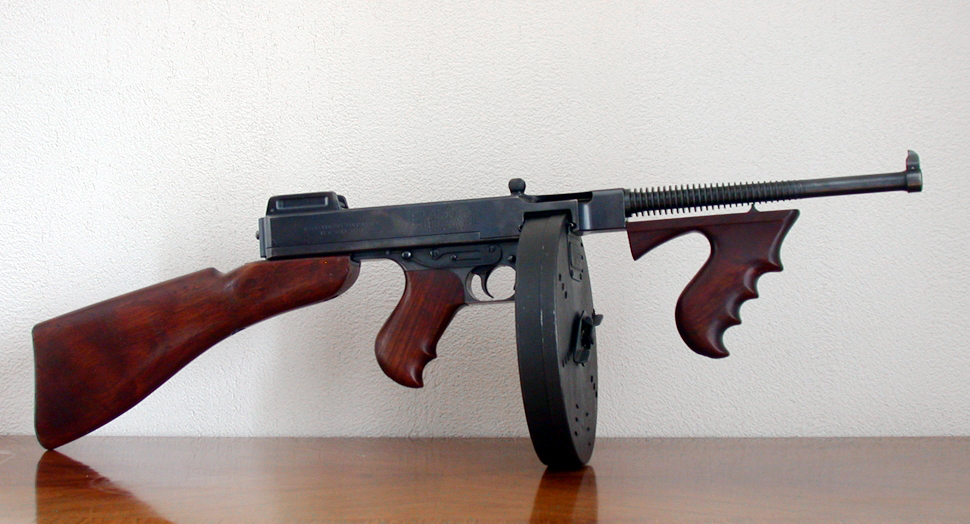
Thompson Model 1921

A Thompson először az M1921 típusjellel lépett sorozatgyártásba. A fegyver a civilek számára is elérhető volt, habár magas ára miatt nem sokan engedhették meg maguknak (egy Thompson-géppisztoly egy 20 töltényes Type XX szekrénytárral 200 amerikai dollárba került; ebben az időben egy Ford személygépjárművet 400 dollárért értékesítettek). Az M1921 Thompsonból egy kisebb mennyiséget a United States Postal Inspection Service (a csomagok megvédése érdekében) és a Tengerészgyalogság vásárolt meg. Ezeket a megrendeléseket több rendőrségi egység, majd közép- és dél-amerikai országok hadseregei követték. A Tengerészgyalogság a fegyvert bevetette a kínai banánháborúkban. A tengerészgyalogosok körében kedvelt típus volt, mivel sikeresen használták a nicaraguai gerillák rajtaütés-szerű támadásainak visszaveréséhez, amely később négyfős csapatok felállításához vezetett, melyek tűzereje meghaladta egy kilencfős puskás osztag tűzerejét. A legfőbb kritikák a Thompsonnal szemben a súlya, az 50 méteres lőtávolság feletti pontatlansága, a .45-ös űrméretű lőszer átütőerejének hiánya miatt érték.
Az első Thompson géppisztolyok közül többet is vásároltak ír ügynökök, főleg Harry Boland. Írországban az első teszteket a fegyverrel Tom Barry parancsnok végezte Michael Collins, az IRA vezetőjének jelenlétében. Összesen 653 darabot vásároltak, de ebből 1921-ben 495-öt lefoglaltak az amerikai vámhatóságok New York-ban. A maradék eljutott az Ír Köztársasági Hadsereghez Liverpoolba, majd az 1919-1921-es ír függetlenségi háború utolsó hónapjaiban be is vetették. Az 1921 júliusi békekötés után az IRA még több Thompson-géppisztolyt importált, majd a következő, 1922-23-as ír polgárháborúban használták. Írországban nem találták hatékonynak a fegyvereket. A bevetések 32%-nál okoztak súlyos veszteségeket az ellenségnek a Thompson-géppisztolyokkal.

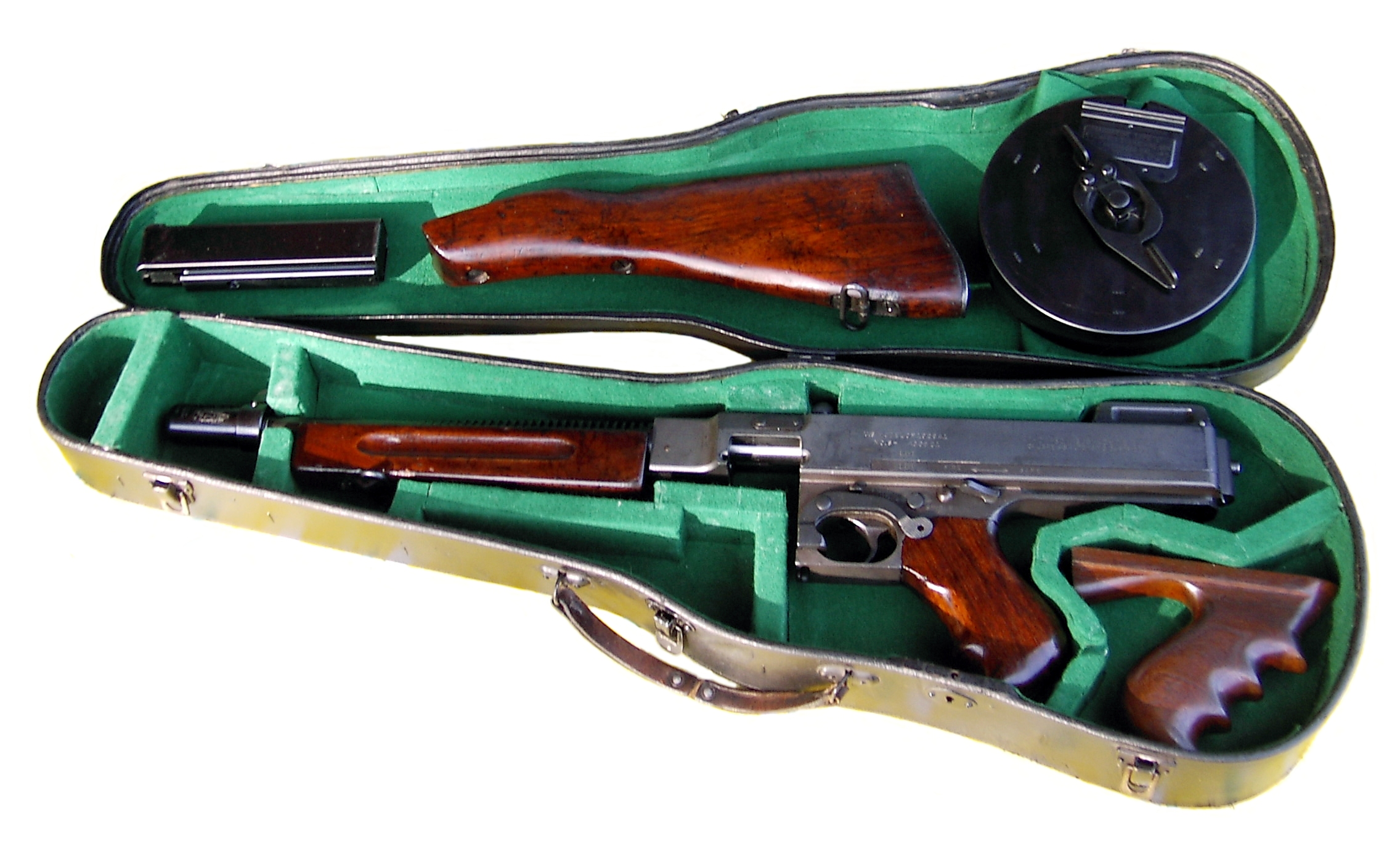
Thompson egy hegedűtokban

A Thompson az alkoholtilalom és a gazdasági világválság alatt vált ismertté a bűnözők és az őket üldöző rendőrök kezében.
1926-ban az M1921 Thompsonhoz kifejlesztettek egy kompenzátort (csőszájfék); a kompenzátorral ellátott M1921 katalogizált jelölése a No. 21AC lett, amelyet az eredeti 200 dollárért lehetett megvásárolni, míg a kompenzátor nélküli jelölése a No. 21A volt, ennek árát 175 dollárra csökkentették.
A nacionalista Kína vásárolt a fegyverből, melyeket a japán szárazföldi erők ellen használt, ezt követően pedig elkezdte gyártani a Thompson másolatát saját hadserege számára. Az 1930-as években a Taiyuan Arsenal Yán Xíshānnak, Sanhszi tartomány hadurának gyártotta a másolatokat.
A Szövetségi Nyomozóiroda (FBI) 1933-ban szerezte be első Thompson-géppisztolyait, a kansasi mészárlást követően.

### Második világháború

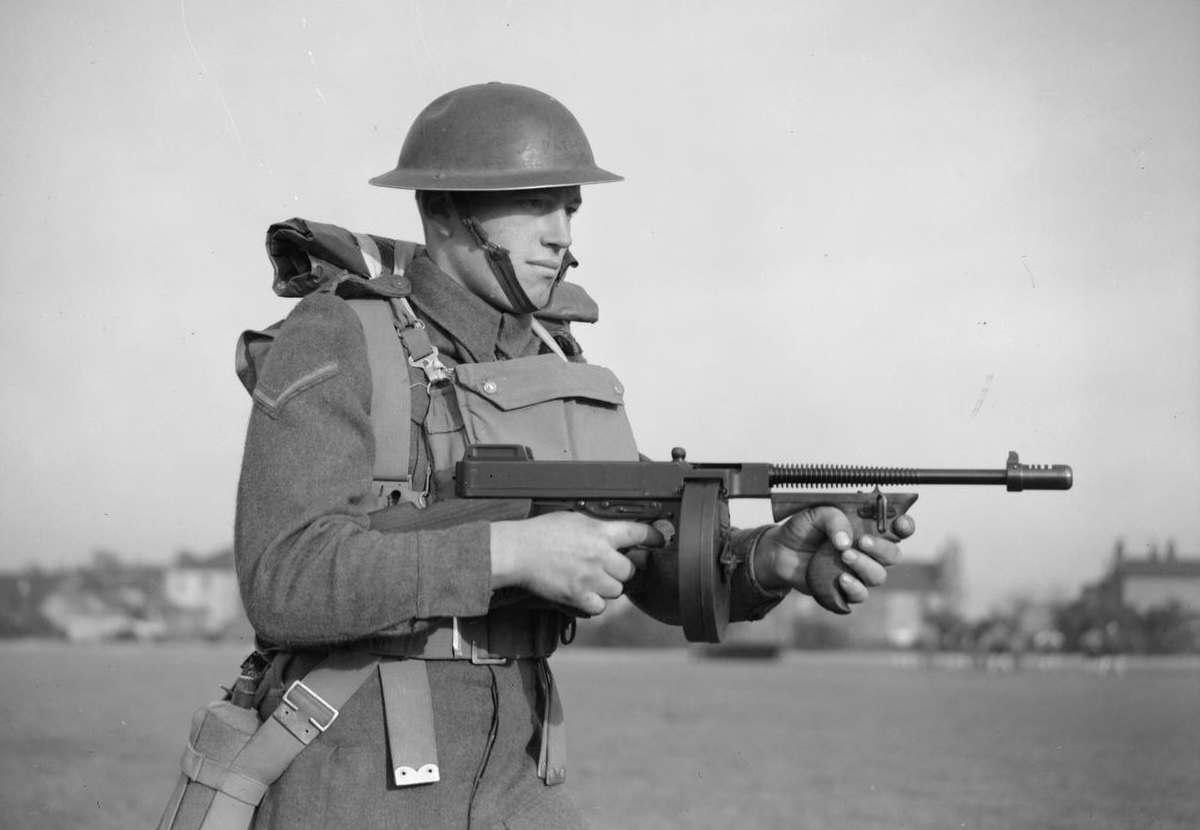
Egy brit katona csigatáras Thompson M1928 géppisztollyal felszerelve, 1940 november 25.

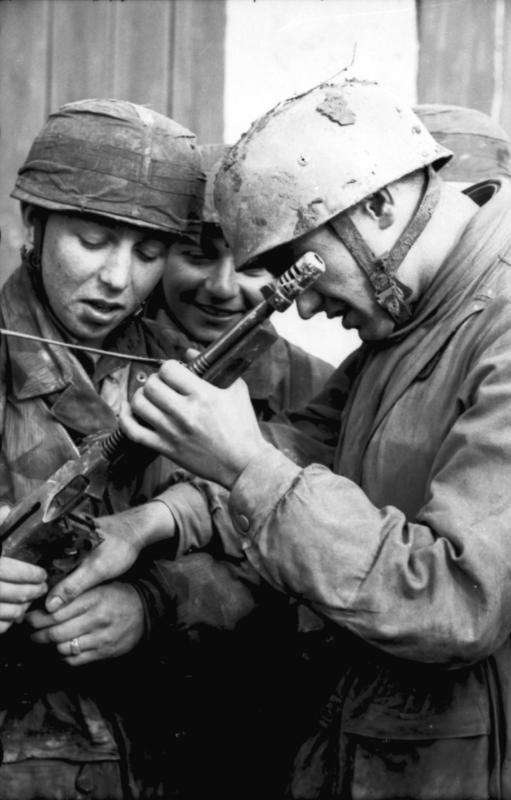
Német ejtőernyősök Tunéziában egy zsákmányolt M1928A1 Thompson-géppisztollyal.

1938-ban a Thompson-géppisztolyt rendszeresítették az amerikai hadseregben, ahol végigszolgálta a második világháborút és még utána is hadrendben maradt.
Két típust rendszeresítettek. Az egyik az M1928A1 volt, melyet szekrény- és csigatárral is el lehetett látni. Fel volt szerelve kompenzátorral, hűtőnyílásokkal a csövön, működési elve késleltetett tömegzáras, felhúzókarját pedig a tok felső részére építették. Az M1 és M1A1 fegyvercsövén nem voltak hűtőnyílások, hátsó irányzéka egyszerűsített, csak szekrénytárral lehetett használni, működési elve egyenes hátrasiklású, felhúzókarja a tok bal oldalán kapott helyet. A második világháború alatt több, mint 1,5 millió katonai Thompson-géppisztolyt gyártottak.

#### A tárak fejlesztése

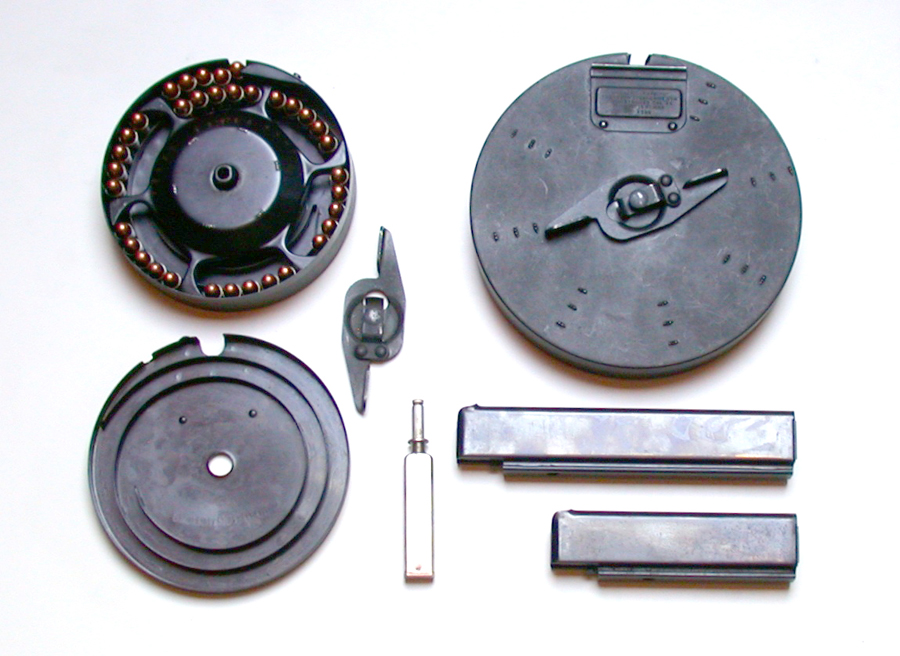
Csiga- és szekrénytárak

Az M1928A1 katonai alkalmazói panaszkodtak az ötven töltény befogadására alkalmas csigatárra; a brit hadsereg hivatalosan kritizálta nagy súlyuk és csörgő hangjuk miatt a tárakat, emiatt több ezret küldtek vissza az Egyesült Államokba szekrénytárakért cserébe. A Thompson-géppisztolyt fel kellett húzni, a zárat pedig tüzelésre kész helyzetbe kellett helyezni, hogy a tárat a helyére illeszthessék. A tárakat oldalirányba elhúzva lehetett be illetve kivenni a fegyverből, ezzel nehézkessé és lassúvá téve az újratöltést, és a beragadás megszüntetését is körülményessé tette. Az üres csigatár újratöltése hosszadalmas folyamat volt.
Ezzel szemben a húsz töltényes szekrénytár sokkal könnyebb és kisebb volt, nem zörgött, és a zár biztosított állapotában is be lehetett helyezni a fegyverbe. Gyorsan be lehetett tölteni és könnyen ki is lehetett venni, a beragadás is könnyebben kezelhető volt. A tár kiürülése után a zárat nyitott helyzetben megakasztotta, így elősegítve az újratöltést. Az üres tárat hamar újra lehetett tölteni a töltényekkel. Habár használói kis kapacitása miatt panaszkodtak. A harcmezőn a katonák gyakran összeragasztottak két szekrénytárat, hogy meggyorsítsák a tárcserét.
1941 december 6-án az ötven és a húsz töltényes tárak két alternatíváját tesztelték: egy nagyobb harminc töltényes és egy negyven töltényes tárat állítottak elő két húsz töltényes tár összehegesztésével. A próbák során mindkét korábbi tártól jobban teljesítettek. 1941 decemberében a harminc töltényes tárat rendszeresítésre javasolták a húsz és ötven töltényes tárak lecserélésére.

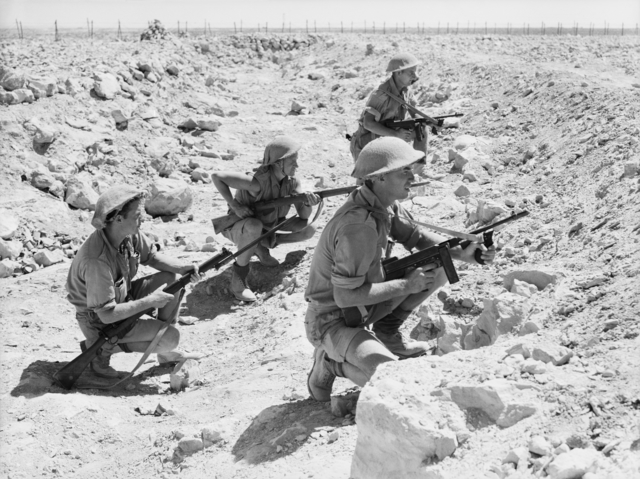
Ausztrál katonák Thompson-géppisztollyal Tobruknál, 1941 szeptember 8.

#### Az M1 fejlesztése
A Savage Arms munkatársai az M1928A1 leegyszerűsítésének módját keresték, így 1942 februárjában egy prototípust gyártottak, melyet 1942 márciusában próbáltak ki az Aberdeen Proving Groundon; ezt követően 1942 áprilisában az M1-et rendszeresítésre alkalmasnak találták. Az M1-et a Savage Arms és az Auto-Ordnance gyártotta. Az M1-hez a harminc töltényes tárat rendszeresítették, de használható volt hozzá a régebbi húsz töltényes tár is, az ötven töltényes csigatár már nem.

#### Alkalmazás
A Thompson-géppisztolyt a második világháború alatt a Szövetségesek felderítői, altisztjei (tizedes, őrmester és magasabb rangok) és járőrvezetői használták. Az európai hadszíntéren széles körben alkalmazták a brit és kanadai kommandós egységek, illetve az amerikai légi deszantos és ranger-századok, ahol jobban elterjedt a fegyver, mint a hagyományos gyalogságnál, nagy tűzgyorsasága és megállítóereje miatt. A fegyvernek létezett egy svéd változata, a Kulsprutepistol m/40 (40-es mintájú géppisztoly), melyet 1940 és 1951 között használt a svéd hadsereg. A kölcsönbérleti szerződésen keresztül a Szovjetunióba is eljutott a fegyver, de az elégtelen lőszerellátás miatt nem terjedt el.

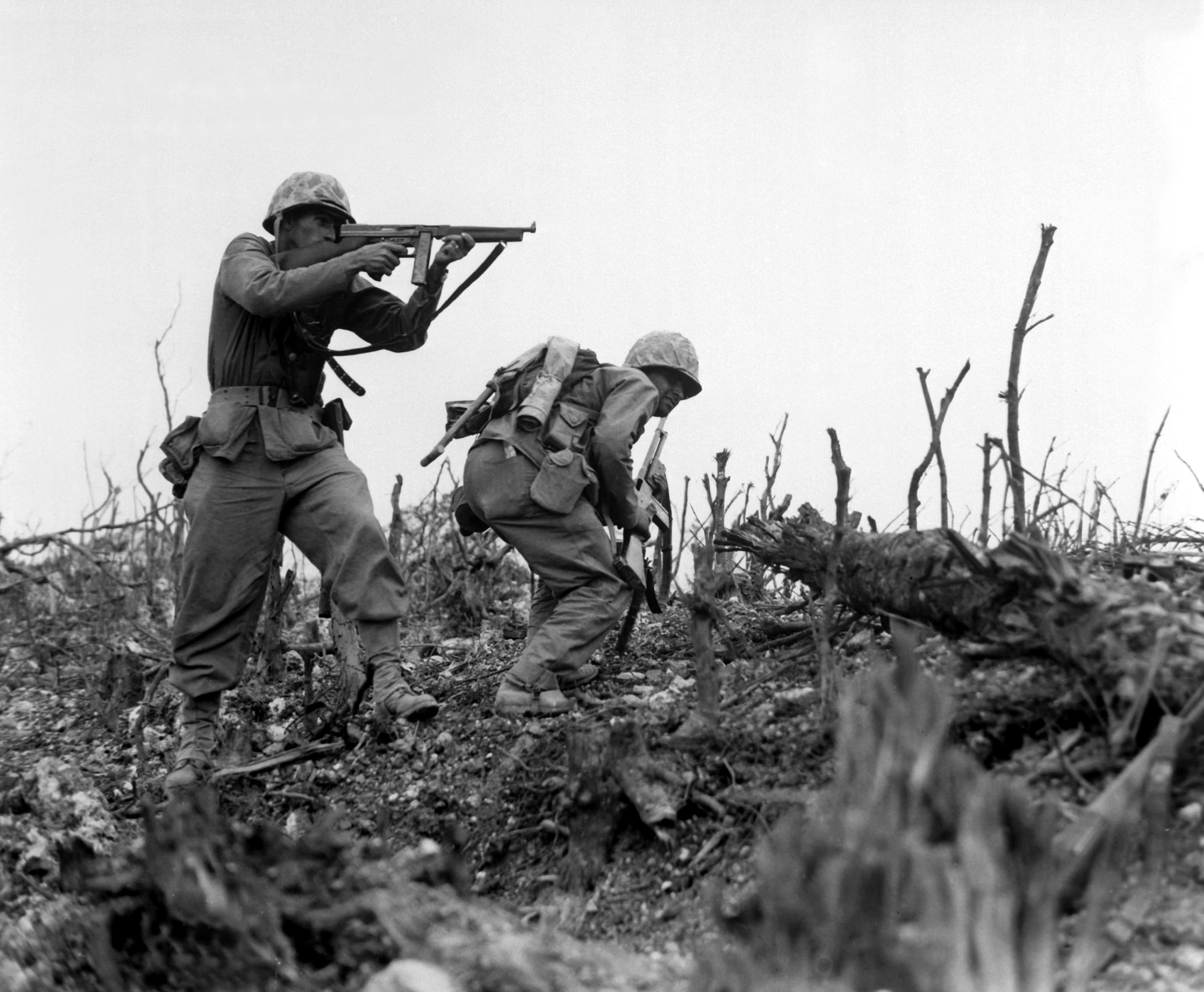
Egy amerikai tengerészgyalogos M1 Thompson-géppisztollyal lő egy japán állást az okinavai csata folyamán, 1945

A csendes-óceáni hadszíntéren az ausztrál és más nemzetközösségi erők őrjáratozások és rajtaütések során kezdetben a Thompson-géppisztolyt használták nagy tűzereje miatt, de lőszerellátási nehézségek miatt leváltották a helyben gyártott Owen és Austen géppisztolyokra. Az amerikai tengerészgyalogság is bevetette a típust ezen a hadszíntéren. A Thompsont hamar alkalmatlannak találták a nehéz dzsungelkörülményekhez, ahol a kis kezdősebességű .45-ös töltény nem hatol át a kis átmérőjű fákon és a páncélmellényeken. (1923-ban a hadsereg elutasította a .45 Remington-Thompson töltényt, melynek kétszer annyi energiája volt, mint a .45-nek). Az amerikai hadseregben a csendes-óceáni háborúban őrjáratok során eredetileg a Thompsont használták az új-guineai és guadalcanali hadjáratban, de nemsokára leváltották a BAR géppuskával.
1943-ban a hadsereg rendszeresítette az M3 és M3A1 géppisztolyokat, és azt tervezte, hogy kielégítő számban gyártatja a típust ahhoz, hogy a Thompsont kivonhassák a frontvonalból. Habár az előre nem látott gyártási késlekedések és igényelt módosítások miatt az M3/M3A1 soha nem szorította ki a Thompsont, így annak rendelései 1944 februárjáig folytatódtak. A második világháború végéig összesen 1,5 millió Thompson-géppisztolyt gyártottak, így a csapatokhoz kikerülő mennyiség háromszor annyi volt, mint az M3/M3A1 esetében.

### A második világháború után

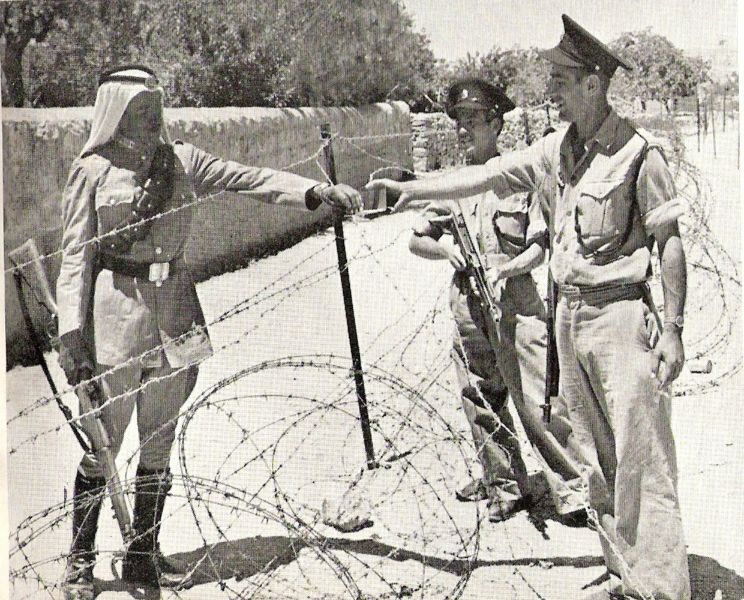
Két izraeli rendőr Thompson-géppisztolyokkal felszerelve jordániai légióssal találkozik a Mandelbaum-kapunál, 1960 körül. A jordániai kezében Lee-Enfield puska

A Thompson-géppisztolyt mindként oldal használta az 1948-as arab-izraeli háborúban. A háborút követően az izraeli 101-es egység katonáit szerelték fel vele.
A görög polgárháborúban mindkét oldal bevetette a géppisztolyt. A görög hadsereg, csendőrség és rendőrség is fel volt szerelve a Thompsonnal, melyet a britektől, majd később az Egyesült Államoktól kaptak. Az ellenük harcoló kommunista erők is használtak Thompsonokat, melyeket vagy a kormányerőktől zsákmányoltak, vagy az ELASZ-tól örököltek. Az ELASZ volt a legerősebb ellenállási erő, amely a németek és az olaszok ellen harcolt, fegyvereit pedig a britektől és az amerikaiaktól kapták. Az ELASZ feloszlatása után bizonytalan számú fegyver civil kezekbe került, majd a Görögországi Demokratikus Hadsereg szerezte meg őket.
A koreai háború idején az amerikai és dél-koreai erőknél is megtalálható volt a Thompson-géppisztoly, habár már akkoriban lecserélték az M3/M3A1 géppisztollyal. Mivel nagy számban állt rendelkezésre az amerikai hadsereg raktáraiban, így az M3-as rendszeresítését követően is hadrendben hagyták Limited Standard vagy Substitute Standard minősítés alatt. A Csang Kaj-sek vezette kormány bukása előtt sok Thompson került a kínai hadsereghez segítségnyújtásként, melyek Mao Ce-tung kommunista erői kezére jutottak az 1949-es kínai polgárháború során. A koreai háború folyamán az amerikai katonák meglepődtek, amikor Thompsonnal felfegyverzett kínai katonákkal találták szembe magukat, főleg éjszakai rajtaütés-szerű támadások alkalmával. A konfliktus korai szakaszában nagyon hasznosnak bizonyult a fegyver nagy tűzgyorsasága rövid hatótávolságon mind támadó, mind védekező hadműveletekben. A háború előrehaladtával sok fegyvert zsákmányoltak és helyeztek szolgálatba az amerikai katonák és tengerészgyalogosok.
A kubai forradalom alatt a Thompson-géppisztolyok Fidel Castro gerilláinak arzenáljában is megtalálható volt.
A vietnámi háborúban néhány dél-vietnámi katonai egység és milícia Thompson-géppisztolyokkal volt felfegyverezve, de az amerikai katonák körében is megtalálható volt (felderítők, tanácsadók). Ezeket később az M16 gépkarabély váltotta fel. Nem csak az amerikaiak harcoltak a típussal, de szembe is találkoztak vele. A Vietkong kedvelte a fegyvert, zsákmányolt típusok mellett saját másolatokat is használt, melyeket kis őserdei műhelyekben készítettek.
Az észak-írországi konfliktus (1969-1998) alatt az Ír Köztársasági Hadsereg katonai egységei használták a fegyvert. Peter Hart történész szerint a Thompson-géppisztoly kulcsfontosságú fegyver volt az IRA arzenáljában egészen az 1970-es évekig, amikor AK–47-es és Armalite gépkarabélyokkal váltották le a típust.
A Thompson-géppisztolyt amerikai és tengeren túli rendvédelmi erők is használták, legkiemelkedőbben az FBI. Az FBI 1976-ig használta a típust, mikoris elavultnak nyilvánították.
A Thompson-géppisztoly és másolatai még napjaink modern konfliktusaiban is feltűnik időről időre, például a 90-es évekbeli boszniai háborúban is használták.

## Gyűjtők körében
Minőségük, megmunkálásuk, gengszter-kori és második világháborús részvételük miatt a Thompson-géppisztoly kedvelt típus a gyűjtők körében. Előszériás prototípusából kevesebb, mint negyven darab készült. A hartfordi Patent Fire Arms Manufacturing Company-t az Auto-Ordnance Corporation bízta meg 1920-ban a kezdeti 15 000 Thompson-géppisztoly sorozatgyártásával. Egy eredeti Colt Model 1921 A vagy AC, Model 1927 A vagy Ac, Model 1928 Navy A vagy AC működőképes állapotban eredeti alkatrészekkel könnyen érhet 25 000-45 000 dollárt állapotától és kiegészítőitől függően. A második világháború alatt hozzávetőleg 1 700 000 Thompson-géppisztoly készült az Auto-Ordnance és Savage Arms gyáraiban, melyből 1 387 134 az egyszerűsített M1 és M1A1 változatok voltak. A második világháború után a Numrich Arms szerezte meg az Auto-Ordnance beládázott alkatrészeit, de soha nem folytatta automata vagy fél-automata változatok gyártását. A Kahr Arms részlege, az Auto-Ordnance Company (az eredeti 1916-os Auto-Ordnance Company-val nem állt kapcsolatban) fogott bele a fél-automata változat gyártásába, melyet a civil piacra szántak, az eredetinél jóval alacsonyabb áron (1100-1400 dollár). Egy Model 1921A típus, melyet Bonnie és Clyde egyik fegyverének véltek, de dokumentációval nem rendelkeztek róla, 2012. január 21-én Kansas városban 130 000 dollárért kelt el egy aukción.

## Jellemzők

### Működési jellemzők
A Thompson-géppisztoly korai változatainak tűzgyorsasága igen nagy, 1200 lövés/perc volt, a rendőrség által használt M1921 tűzgyorsasága 850, míg a katonai M1928 tűzgyorsasága 720 lövés/perc volt. A későbbi M1 és M1A1 típusoké átlagosan 600 lövés/perc. A magas tűzgyorsaság a nehéz elsütőbillentyűvel és a puskatusával kombinálva sorozatlövésnél hajlamossá tette a fegyvert a csőszáj emelkedésére, így a célpont fölélövésére. A modern 9 mm-es géppisztolyokkal összehasonlítva a .45 Thompson igen nehéz volt – súlya közel azonos volt a kortárs M1 Garand öntöltő puskáéval. Ez volt az egyik főbb kritika a fegyverrel szemben.
Habár a csigatár jelentős tűzerőt biztosított, katonai alkalmazásánál nehéznek és esetlennek találták. Emellett sérülékeny volt, előfordult, hogy a töltények csörögtek benne, kelletlen zajt okozva ezzel. Ezen okok miatt a hadseregben a húsz, majd később a harminc töltényes szekrénytárakat használták inkább az M1928A1 típushoz, a későbbi M1 és M1A1 modelleknél pedig már elhagyták a csigatár alkalmazásának lehetőségét is. A Thompson egyike volt az első géppisztolyoknak, melyeknél használni lehetett a kétoszlopos tárakat, így ez a jellemző is hozzájárult a fegyver megbízhatóságához. Emellett a fegyver más típusokhoz képest jobban bírta az esőnek, pornak, sárnak való kitételt.
A Thompson-géppisztoly tűzváltása állítható (egyeslövés, sorozatlövés), a fegyver nyitott zárból tüzel. Az elsütőbillentyű meghúzásakor a zár felszabadul, majd a töltényűr felé előresiklik és esüti az első töltényt, majd pedig a soron következőket, egészen addig, míg az elsütőbillentyűt fel nem engedik, vagy a lőszer ki nem fogy. Ez a működési elv megszünteti a túlhevülés lehetőségét, amely gyakran előfordul a zárt zárból tüzelő önműködő fegyverek esetében, ilyenkor a cső olyan forró lesz, hogy a töltényűrbe töltődő lövedékek automatikusan elsülnek, a fegyver pedig irányíthatatlanná válik.

### Szétszerelés

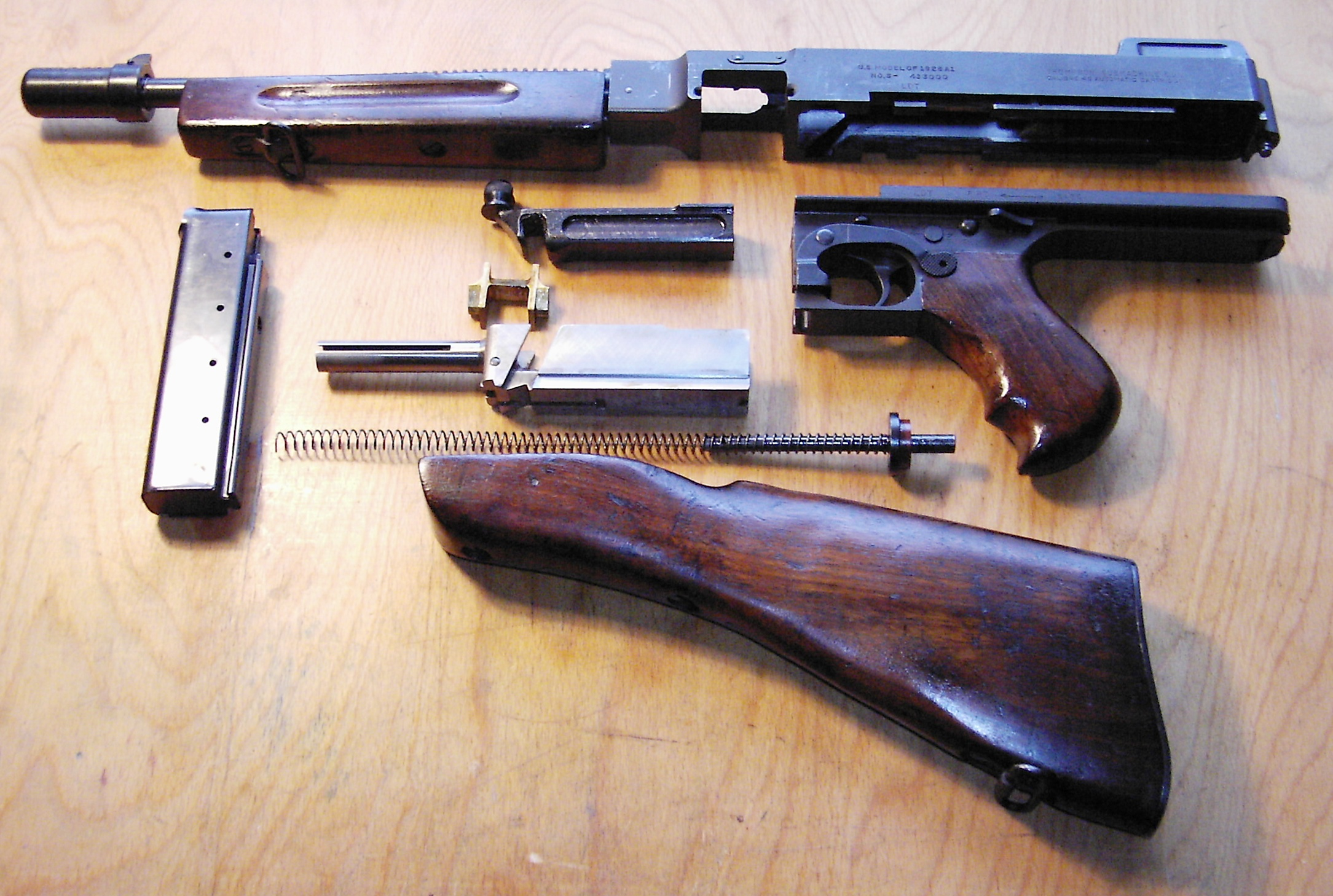
Thompson M1928A1 szétszerelve

A Thompson-géppisztoly szétszerelési eljárása alváltozataitól függően változik. A második világháborús M1 változatok szétszerelése könnyebb, mint az M1921 típusé.

## Változatok

### Prototípusok

#### Persuader és Annihilator
A Thompson-géppisztolynak két fontosabb kísérleti típusát készítették el. A Persuader egy hevederből tüzelő változat volt, melyet 1918-ban fejlesztettek ki, az Annihilator pedig egy húsz vagy harminc töltényes szekrénytárból tüzelt, melyet 1918 és 1919 között fejlesztettek ki. Emellett az 50 és 100 töltényes csigatárakat is ekkor fejlesztették ki.

#### Model 1919
A Model 1919 típusból csak nagyjából 40 darab készült, melyekből az elsőknél még nem használták a csigatárakat, mivel nehéz volt velük lőni. Sok variációban készültek. A fegyverek tűzgyorsasága igen magas, 1500 lövés/perc körül volt. Ez volt az a fegyver, melyet Thompson tábornok 1920-ban mutatott be Camp Perry-ben. Közel az összes M1919 géppisztolyt puskatusa és elülső irányzék nélkül készítették, a kései változata pedig nagyon hasonlított a későbbi M1921 típusra. A New York-i rendőrség vásárolt a legtöbbet az 1919-es típusból. Ezt a fegyvert a Colt M1911 pisztoly automata változatának tervezték, mellyel „kisöpörhetik” a lövészárkokat. Kísérleti jelleggel különféle űrméretben is készítették a fegyvert: .45 ACP (11,4×23mm), .22 LR, .32 ACP, .38ACP és 9 mm P.

#### Thompson .30 Carbine
A Thompson-géppisztoly kivitele és ergonómiája megfelelt egy könnyű puska (Light Rifle) kivitelnek, melyet az M1 Carbine rendszeresítése előtt fejlesztettek. Ez a fegyver az M1921/27 változatokon alapult és jól szerepelt, de a háború miatt drágának találták a sorozatgyártáshoz, majd elvetették a könnyű puska koncepciót. Habár később alapjául szolgált a Thompson Light Rifle fejlesztésénél, amely egyik jellemzője a gyors puskacsőcserét lehetővé tevő eszköz volt, amelyhez hasonlót az MG 42 géppuskánál is használtak, de a korábban említett M1 Carbine miatt elutasítottak.

### Sorozatgyártott változatok

#### Model 1921

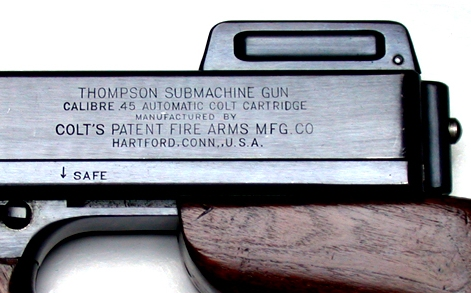
A Colt címe egy M1921 Thompson-géppisztolyon

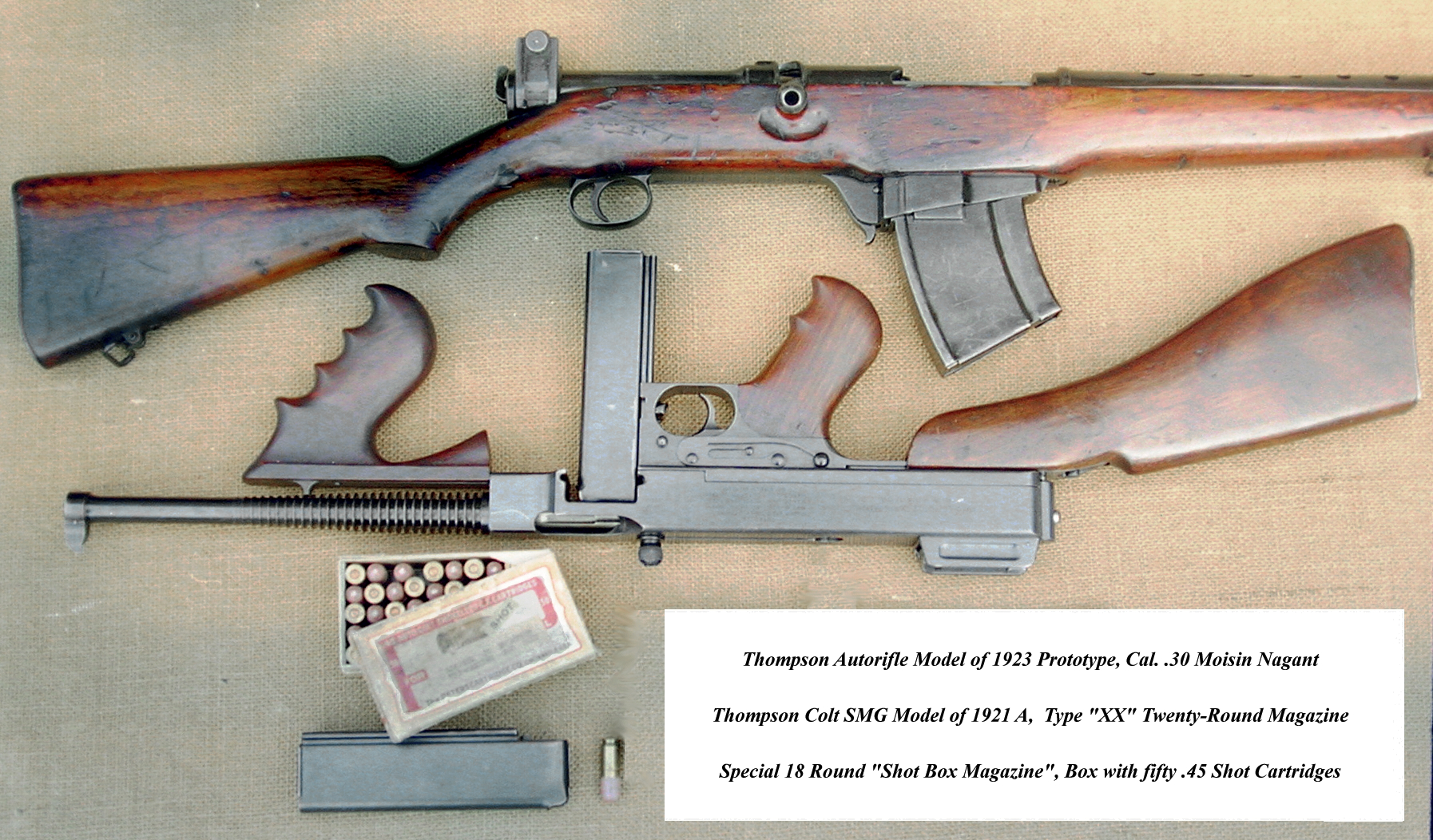
A Thompson Autorifle (felül) és az 1921-es mintájú géppisztoly (alul)

A Model 1921 (M1921) volt az első főbb sorozatgyártott típus. Ötezer darab készült a Colt gyárában. Eredeti tervezetében inkább egy vadászfegyverre hasonlított állítható hátsó irányzékkal, kékesített csővel és előágymarkolattal. Az M1921 gyártása igen drága volt, eredeti ára nagyjából 200 dollár, magas minőségű faágyazása és finoman megmunkált alkatrészei miatt. Az M1921 főleg a rendőrség és a bűnözők kezében volt látható. Hírnevét az alkoholtilalom idején szerezte, a médiában a „tommy gun” névvel illették.

#### Model 1923
A Model 1923 egy nehéz géppisztoly volt, melyet az Auto-Ordnance gyártósorának kiterjesztésére vezettek be és az amerikai hadseregnek is bemutattak. A sokkal erősebb .45 Remington-Thompson lőszert tüzelte, amely egy 16,2 grammal nehezebb töltényt tüzelt, magasabb csőtorkolati sebességgel (440 m/s) és nagyobb lőtávoltsággal, mint a .45 ACP. Vízszintes előággyal, fejlesztett puskatusával, hosszabb puskacsővel, villaállvánnyal és szuronyfoglalattal látták el. Az M1923 típust az M1918 Browning Automatic Rifle (BAR) riválisának szánták, amellyel a hadsereg azonban már elégedett volt. A hadsereg nem szánt sok figyelmet az M1923-ra, így azt nem is rendszeresítették.

#### Model 1921AC (1926)
Ez a változat hagyományos értelemben nem volt új típus, de az 1926-ban megjelent Cutts Compensator (csőszájfék) felszerelhető eszköz lett az M1921 típusra: a kompenzátorral ellátott Thompsonok az No. 21AC jellel lettek katalogizálva az eredeti 200 dolláros áron, míg az alap M1921 géppisztolyok jelölése az No. 21A lett, áruk pedig 175 dollárra csökkent.

#### Model 1928
A Model 1928 volt az első típus, melyet széles körben alkalmaztak katonai alakulatok, az 1930-as években az amerikai haditengerészet és tengerészgyalogság számított a fő vásárlónak. Az eredeti M1928 géppisztolyokat az M1921 módosításával hozták létre: az elsütőszerkezet súlyát növelték, amely csökkentette az elméleti tűzgyorsaságot, melyet a haditengerészet igényelt. Ezeken a fegyvereken a tokra nyomtatott 1921 jelölésen az „1”-est „8”-ra nyomták át. Gyűjtők körében az M1928 több nevet is kapott: „Colt Overstamp”, „The 1921 Overstamp”, „28 Navy” vagy „28N”.
Az 1928-as Thompson volt az utolsó kézi lőfegyver, melyet az amerikai hadsereg évszámos megjelöléssel rendszeresített. A második világháború kitörésekor a gyártót több országból érkező megrendelések mentették meg a csődtől. A Model 1928 egyik jelentős változatát a Savage gyártotta alumínium tokkal, tenite markolattal, puskatusával és előággyal.

#### M1928A1
Az M1928A1 a Pearl Harbor elleni japán támadás előtt lépett sorozatgyártásba. A változtatások között volt a vízszintes előágy és a vállszíjhoz szükséges tartók. A kölcsönbérleti törvény alapján Kínától, Franciaországtól és az Egyesült Királyságtól, illetve az amerikai fegyveres erőktől érkező megrendelések ellenére a második világháború kezdetén mindössze két gyárban készítették az M1928A1 géppisztolyokat. Ennél a típusnál alkalmazható volt az 50 töltényes csigatár is a 20 és 30 töltényes szekrénytárak mellett, de a csigatárak hajlamosabbak voltak a beragadásra, mozgás közben csörögtek, hosszabb járőrözésekhez pedig nehezek és esetlenek voltak. 562 511 darab készült ebből a típusból. A háborúban készült változatokon fix hátsó irányzék és nem bordázott puskacső volt a jellemző, melyeket később az M1/M1A1 típusokon is használtak.
A kölcsönbérleti törvény alapján a Szovjetunió is kapott az M1928A1 géppisztolyokból, az M3 könnyű harckocsikhoz adták szabvány felszerelésként. A Vörös Hadsereg az elégtelen lőszerellátás miatt nem rendszeresítette a géppisztolyt, habár létezik egy fénykép, amin egy szovjet M3 Stuart legénysége látható Thompsonnal a kezében a Kaukázuson. 2006 szeptemberében ezek közül a fegyverek közül kis mennyiséget visszaszállítottak az Egyesült Államokba.

### A hadseregben rendszeresített változatok

#### M1

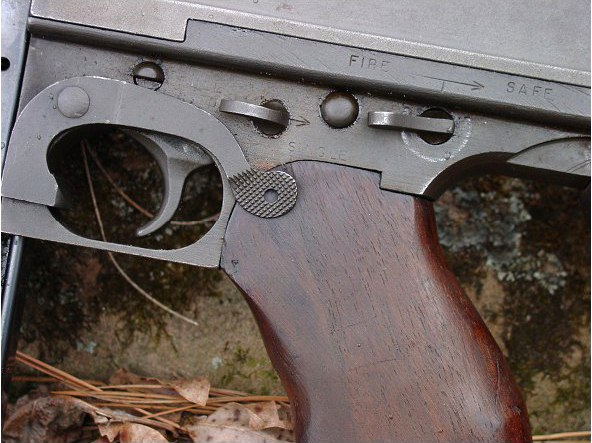
Az M1 Thompson elsütőszerkezete

Miután megrendelésre további egyszerűsítéseket vezettek be a Thompson-géppisztolyon, az M1 változatot 1942 áprilisában rendszeresítették United States Submachine Gun, Cal. .45, M1 hivatalos jelölés alatt. Tűzgyorsaságát nagyjából 600-700 lövés/percre csökkentették. A csapatokhoz 1943-ban került ki a fegyver, amely egy egyszerű tömegzáras rendszert használt, felhúzókarját a tok oldalára helyezték, felpattintható állítható Lyman hátsó irányzékát fix építésű L irányzékra cserélték. Ehhez a típushoz a csigatárat már nem lehetett használni. A sokkal olcsóbb és könnyebben gyártható egyenes szekrénytárakat rendszeresítették a fegyverhez, melyekből megjelent az új 30 töltényes típus is. A Cutts compensatort, fegyvercsőhűtő bordákat és a Blish zárat elhagyták, de a puskatusát megerősítették.

#### M1A1
Az M1A1 változatot 1942 októberében rendszeresítették United States Submachine Gun, Cal. .45, M1A1 hivatalos jelöléssel, melyet fele annyi idő alatt gyárthattak, mint az M1928A1 típust, és sokkal olcsóbb is volt annál. Az M1 és M1A1 között a fő különbség a zárban rejlett. Egyéb változtatások érték a puskatusát, a tárfészket, a tűzváltókarokat. A harminc töltényes tárak elterjedtebbek lettek. 1939-ben a Thompson-géppisztolyok darabonként 209 dollárba kerültek a kormánynak. 1942 tavaszára ez az összeg 70 dollárra csökkent. 1944 februárjában az M1A1 gyártási költsége 45 dollár lett darabonként, beleértve a tartozékokat és cserealkatrészeket, habár az M1 és M1A1 közötti árkülönbség mindössze 0,06 dollár volt. A második világháború végére az M1A1 géppisztolyt felváltotta a még olcsóbb M3 géppisztoly (közismertebb nevén „Grease Gun”)

### Öntöltő változatok

#### Model 1927
A Model 1927 az M1921 fél-automata változata volt. Meglévő M1921 géppisztolyok átalakításával készítették. Habár csak egyeslövések leadására volt alkalmas, könnyen vissza lehetett alakítnai sorozatlövő fegyverré. A rendőrség által birtokolt M1927-eseket mind visszaalakították automata fegyverré.

#### Model 1927A1
A Model 1927A1 a Thompson-géppisztoly egyeslövések leadására alkalmas másolata, melyet eredetileg az Auto-Ordnance gyártott 1974 és 1999 között civil gyűjtők számára. 1999 óta a Kahr Arms gyártja a típust. Hivatalos jelölése a „Thompson Semi-Automatic Carbine, Model of 1927A1”. Belülről teljesen különbözik az eredeti fegyvertől, zárt zárból tüzel, fegyvercsöve is hosszabb. Ezen módosítások miatt az Egyesült Államokban legálisan tartható fegyver.

#### Model 1927A3
A Model 1927A3 egy fél-automata, .22-es kaliberű változata a Thompson-géppisztolynak, melyet az Auto-Ordnance gyártott.

#### Model 1927A5
A Model 1927A5 egy fél-automata pisztoly változat .45 ACP kaliberben, melyet eredetileg az Auto-Ordnance gyártott. Súlycsökkentés végett tokját alumíniumból készítették. 2008-tól a Kahr Arms gyártja M1927A1 TA5 jelöléssel.

### Exportváltozatok

#### BSA Thompson
Az Auto-Orndance tengerentúli eladásainak növelése érdekében együttműködést kötött az angliai Birmingham Small Arms Company társasággal egy európai modell gyártása érdekében. A fegyvereket kis számban gyártották, külsőre pedig különböztek a klasszikus Thompson-géppisztolytól. A BSA 1926 9 mm-es Parabellum és 7,63 mm-es Mauser kaliberben gyártotta a fegyvereket, melyeket különféle kormányzatok próbáltak ki, többek között Franciaország is az 1920-as évek közepén. Egyetlen katonai alakulat sem rendszeresítette.

#### RPB Thompson-géppisztolyok

##### Speciális változat
Az atlantai RPB Industries gyártotta a Thompson-géppisztoly speciális feladatokra szánt változatát.

##### Hangtompított változat
Ezt a változatot a hangtompítók felszereléséhez csavarmenetes csővel, módosított irányzékokkal és oldalra behajtható válltámasszal gyártották.

## Rendszeresítők
- Amerikai Egyesült Államok
- Ausztrália – A második világháború alatt használták az ausztrál katonák, majd leváltották az ausztrál gyártmányú Owen-géppisztolyokkal.
- Belgium
- Brazília – A második világháborúban használták a brazil katonák, majd egészen az 1980-as évek közepéig hadrendben tartották.
- Dél-Korea
- Dél-Vietnám
- Egyesült Királyság
- Észak-Vietnám – Licenc nélküli másolatokat használtak.
- Franciaország
- Fülöp-szigetek
- Görögország – A második világháború alatt a görög katonák, partizánok, a csendőrség és a rendőrség használta.
- Haiti
- Harmadik Birodalom - Zsákmányolt példányokat alkalmaztak.
- Hollandia – A második világháború kezdetén legalább 3680 darabot kaptak a kölcsönbérleti törvényen keresztül.
- Horvátország
- India
- Indonézia – Az indonéz speciális alakulat használta az 1950-1970-es években.
- Írország
- Izrael
- Japán - Zsákmányolt példányokat alkalmaztak.
- Jugoszlávia
- Kanada
- Kína
- Luxemburg
- Nyugat-Németország
- Olaszország – Zsákmányolt példányokat használtak az olasz katonák 1943 szeptember 8-ig. A háború után a légierő és a Carabinieri használta.
- Portugália
- Svédország
- Szovjetunió
- Tajvan
- Törökország
- Új-Zéland

### Fordítás
- Ez a szócikk részben vagy egészben  a   Thompson submachine gun című angol Wikipédia-szócikk ezen változatának fordításán alapul.  Az eredeti cikk szerkesztőit annak laptörténete sorolja fel. Ez a jelzés csupán a megfogalmazás eredetét és a szerzői jogokat jelzi, nem szolgál a cikkben szereplő információk forrásmegjelöléseként.